# 陆巨螈
陆巨螈是多種分布於北美西部的大型蠑螈，最大可長到30公分。肋骨間溝不顯著。皮膚光滑。頭大。大理石花紋。一些種類有幼體性熟的現象。成熟的陆巨螈是少數有發聲能力的蠑螈。

## 種類
共有4種：
- D. aterrimus (Cope, 1868)
- 科氏陆巨螈 - D. copei Nussbaum, 1970
- 剑陆巨螈 - D. ensatus (Eschscholtz, 1833)
- D. tenebrosus (Baird and Girard, 1852)